# Obsession (profumo)
(Slogan del profumo)
Obsession è un profumo, della casa di moda Calvin Klein.

## Storia
Obsession viene lanciato sul mercato nel 1985 ed è il primo profumo femminile prodotto da Calvin Klein. Inoltre è uno dei primissimi profumi a essere contraddistinti da forti note orientali. La fragranza riscontra una buona accoglienza, che portano l'azienda a produrre nel 1986 una versione maschile di Obsession.
A più di vent'anni di distanza, nel 2006, dalla nascita di Obsession sono stati prodotti Obsession Night e Obsession Night for Men. Questi nuovi profumi riprendono il design della confezione di Obsession, disegnata da Fabien Baron, cambiandone però i colori. Obsession è marrone e oro e richiama i colori del giorno, mentre Obsession Night è azzurro e blu scuro richiama le tonalità notturne.
Nel 2008 è incominciata la produzione di Secret Obsession, dalle tonalità più fiorite dell'originale.

## Filosofia
(Calvin Klein)
La fragranza nasce dall'idea di seduzione ed estrema sensualità, tema di moda negli Stati Uniti degli anni '80, dove sesso, carriera e benessere erano i fil rouge della generazione contemporanea. Un ritorno alla sensualità istintiva, naturale, una natura femminile e appassionata per lei, maschia e forte per lui..

## Riconoscimenti
Nel 1986 Obsession ha vinto il FiFi Award come "profumo femminile dell'anno", e l'anno seguente la versione maschile ha ricevuto il premio come "profumo maschile dell'anno". Entrambi sono stati premiati anche come miglior campagna pubblicitaria.

## Promozione
Particolare importanza è stata attribuita alla promozione del prodotto già dal 1985, anno in cui gli spot di Obsession vengono premiati dai FiFi Award; la campagna pubblicitaria riprende i temi del profumo, provocazione e sensualità. Negli anni novanta vengono prodotti quattro nuovi spot pubblicitari diretti da David Lynch e girati in bianco e nero, che vedono come testimonial personaggi come Kate Moss, Benicio del Toro e Heather Graham; particolare scandalo provoca la campagna cartacea, nella quale Robert R. Taylor mostra una Kate Moss diciannovenne nuda.
Nel 2008 la pubblicità di Secret Obsession genera diverse polemiche per via delle immagini dell'attrice Eva Mendes nuda, al punto di essere censurata negli Stati Uniti.

## Varianti
- Obsession (1985)
- Obsession for Men (1986)
- Obsession Night (2006)
- Obsession Night for Men (2006)
- Secret Obsession (2008)